# Angústia (Conto)
Angústia (em russo:  Тоска) é um conto de 1886 escrito por Anton Tchekhov.

## Publicação
O conto foi publicado pela primeira vez na Gazeta de Petersburgs Nº 26, em 16 de janeiro (estilo antigo) de 1886, assinado A. Chekhonte (А. Чехонте). Com pequenas alterações, ele apareceu na coleção Motley Histórias (Пёстрые рассказы). Em 1895, ele fez o seu caminho em uma antologia chamada Probleski (Проблески, Vislumbres, de 1895, através da editora Posrednik). Em uma versão ligeiramente revisada, Chekhov o incluiu no Volume 3 de suas Obras Completas publicadas por Adolf Marks entre 1890 e 1901.

## Sinopse
O filho do cocheiro Iona morreu recentemente. Ele tenta desesperadamente contar às pessoas como ele se sente sobre isso, no entanto, ninguém lhe dá atenção, desde de pessoas de classes mais privilegiadas, como um militar, até pessoas cujo status é teoricamente mais baixo que o de Iona, como um cocheiro mais jovem. Entregue à tristeza e à necessidade de desabafar, ele acaba contando tudo ao seu cavalo.

## Recepção
A história foi positivamente avaliada por Peterburgskiye Vedomosti (Nº 167, de 1886) e N. Ladozhsky. Leonid Obolensky, escrevera para Russkoye Bogatstvo e elogiou Chekhov por sua extraordinária capacidade de ver o drama oculto por trás de coisas enganosamente simples, e citou "Angústia" como um exemplo perfeito disso. Konstantin Arsenyev em um ensaio intitulado "Os Escritores dos Nossos Tempos" (Vestnik Evropy, Nº 12, 1887), incluiu "Angústia" em sua lista dos melhores contos contemporâneos. Leo Tolstoy incluiu "Angústia" na sua lista pessoal das melhores histórias de  Chekhov.